# Río Tarra
El río Tarra es un curso de agua en Colombia. Se encuentra ubicado en el departamento de Norte de Santander, en la zona norte del país, 500 km al norte de la capital Bogotá. Desemboca en el río Catatumbo.
El clima de selva tropical prevalece en la zona. La temperatura media anual en la zona es de 23 °C. El mes más cálido es marzo, cuando la temperatura promedio es de 24 °C, y el más frío es diciembre, con 21 °C. La precipitación media anual es de 2.856 milímetros. El mes más lluvioso es octubre, con un promedio de 387 mm de precipitación, y el más seco es enero, con 82 mm de precipitación.